# Mitsubishi Jeep
Der Mitsubishi Jeep ist ein von dem japanischen Automobilhersteller Mitsubishi Motors von 1953 bis 1998 gebautes Geländefahrzeug.

## Modellgeschichte
1952 traf Mitsubishi mit dem US-amerikanischen Eigentümer der Marke Jeep, Willys-Overland, ein Abkommen zur japanischen Lizenzfertigung des Geländewagens Jeep CJ-3B.
Nach der Montage von rund 550 Einheiten aus CKD-Bausätzen ging Mitsubishi ab 1953 zur kompletten Eigenfertigung des Mitsubishi Jeep über. Angeboten wurden offene und geschlossene Modelle auf kurzem und ein geschlossener Viertürer auf langem Radstand.
Das Modell blieb bis Ende der 1990er-Jahre im japanischen Angebot. Es war ausschließlich für den Inlandsmarkt bestimmt und durfte laut Lizenzbedingungen nicht exportiert werden.
| Mitsubishi Jeep                        | 2200 (1974)                                             | 2300 (1974)                                             | Diesel (1974)                                           | Turbodiesel (1998)                            |
| -------------------------------------- | ------------------------------------------------------- | ------------------------------------------------------- | ------------------------------------------------------- | --------------------------------------------- |
| Motor:                                 | 4-Zylinder-Reihenmotor (Viertakt)                       | 4-Zylinder-Reihenmotor (Viertakt)                       | 4-Zylinder-Reihenmotor (Viertakt)                       | 4-Zylinder-Reihenmotor (Viertakt)             |
| Hubraum:                               | 2199 cm³                                                | 2315 cm³                                                | 2659 cm³                                                | 2659 cm³                                      |
| Bohrung × Hub:                         | 79,4 × 111,1 mm                                         | 85 × 102 mm                                             | 92 × 100 mm                                             | 92 × 100 mm                                   |
| Leistung bei 1/min:                    | 56 kW (76 PS) bei 4000                                  | 70 kW (95 PS) bei 4500                                  | 59 kW (80 PS) bei 3800                                  | 69 kW (94 PS) bei 3500                        |
| Max. Drehmoment bei 1/min:             | 161 Nm bei 2400                                         | 171 Nm bei 2800                                         | 176 Nm bei 2200                                         | 206 Nm bei 2000                               |
| Verdichtung:                           | 7,4:1                                                   | 8,0:1                                                   | 20,0:1                                                  | 17,5:1                                        |
| Gemischaufbereitung:                   | 1 Vergaser                                              | 1 Doppelvergaser                                        | Diesel-Einspritzpumpe                                   | Diesel-Einspritzpumpe, Turbolader             |
| Ventilsteuerung:                       | Hängende Ventile                                        | Hängende Ventile                                        | Hängende Ventile                                        | Hängende Ventile                              |
| Kühlung:                               | Wasserkühlung                                           | Wasserkühlung                                           | Wasserkühlung                                           | Wasserkühlung                                 |
| Getriebe:                              | 2 × 3 Vorwärtsgänge Allradantrieb                       | 2 × 3 Vorwärtsgänge Allradantrieb                       | 2 × 3 Vorwärtsgänge Allradantrieb                       | 4-Gang-Getriebe Hinterrad- oder Allradantrieb |
| Radaufhängung vorn:                    | Starrachse, halbelliptische Blattfedern                 | Starrachse, halbelliptische Blattfedern                 | Starrachse, halbelliptische Blattfedern                 | Starrachse, halbelliptische Blattfedern       |
| Radaufhängung hinten:                  | Starrachse, halbelliptische Blattfedern                 | Starrachse, halbelliptische Blattfedern                 | Starrachse, halbelliptische Blattfedern                 | Starrachse, halbelliptische Blattfedern       |
| Bremsen:                               | Trommelbremsen rundum                                   | Trommelbremsen rundum                                   | Trommelbremsen rundum                                   | Trommelbremsen rundum                         |
| Lenkung:                               | Kugelumlauflenkung                                      | Kugelumlauflenkung                                      | Kugelumlauflenkung                                      | Kugelumlauflenkung                            |
| Karosserie:                            | Stahlblech, auf Kastenrahmen mit Querträgern            | Stahlblech, auf Kastenrahmen mit Querträgern            | Stahlblech, auf Kastenrahmen mit Querträgern            | Stahlblech, auf Kastenrahmen mit Querträgern  |
| Spurweite vorn/hinten:                 | kurz: 1235/1235 mm lang: 1295/1295 mm                   | kurz: 1235/1235 mm lang: 1295/1295 mm                   | kurz: 1235/1235 mm lang: 1295/1295 mm                   | 1305/1305 mm                                  |
| Radstand:                              | kurz: 2030 mm lang: 2640 mm                             | kurz: 2030 mm lang: 2640 mm                             | kurz: 2030 mm lang: 2640 mm                             | 2030 mm                                       |
| Abmessungen:                           | kurz: 3390 × 1665 × 1905 mm lang: 4290 × 1620 × 1890 mm | kurz: 3390 × 1665 × 1905 mm lang: 4290 × 1620 × 1890 mm | kurz: 3390 × 1665 × 1905 mm lang: 4290 × 1620 × 1890 mm | 3460 × 1670 × 1910 mm                         |
| Leergewicht:                           | 1100 kg                                                 | 1200 kg                                                 | 1520–1620 kg                                            | 1360 kg                                       |
| Höchstgeschwindigkeit (Werk):          | 95 km/h                                                 | 95 km/h                                                 | 105 km/h                                                | 120 km/h                                      |
| 0–100 km/h (Werk):                     | -                                                       | -                                                       | n. a.                                                   | n. a.                                         |
| Verbrauch (Liter/100 Kilometer, Werk): | ca. 12,0                                                | ca. 14,0                                                | ca. 10–11 D                                             | ca. 8–14D                                     |